# Diacheila arctica
Diacheila arctica – gatunek chrząszcza z rodziny biegaczowatych, podrodziny Elaphrinae i plemienia Elaphrini.

## Taksonomia
Gatunek został opisany w 1810 roku przez Leonarda Gyllenhaala jako Harpalus arctica.

## Opis
Ciało długości od 7 do 9 mm z metalicznie mosiężnym połyskiem. Przedplecze z silnie zaznaczonym podłużnym wałeczkiem w pobliżu kątów tylnych. Punktowanie rzędów pokryw zdelikatne.

## Ekologia
Chrząszcz ten występuje na terenach bagnistych.

## Występowanie
Gatunek północnopalearktyczny. W Europie wykazany ze Szwecji, Finlandii, Norwegii i  europejskiej Rosji. Poza Europą zasiedla: północny Ural, północną zachodnią Syberię, Kraj Krasnojarski, Chamar-Daban, Sajan Wschodni, Sajan Zachodni, Obwód irkucki, Obwód czytyjski, Jakucję, Burjację, Obwód magadański, Ałtaj, rejon Amuru, Mongolię i Kazachstan.

## Podgatunki
Wyróżnia się dwa podgatunki tego chrząszcza:
- Diacheila arctica amoena Faldermann, 1835 – zasiedla Rosję, Mongolię i Kazachstan
- Diacheila arctica arctica Gyllenhal, 1810 – zasiedla Szwecję, Norwegię, Finlandię i Rosję